# ایوان ساتراپا
ایوان ساتراپا (چکی: Ivan Satrapa؛ زادهٔ ۱۳ ژوئیهٔ ۱۹۴۶) بازیکن هندبال اهل چکسلواکی بود.